# Alcheringa: An Australasian Journal of Palaeontology
Alcheringa: An Australasian Journal of Palaeontology is een internationaal, aan collegiale toetsing onderworpen wetenschappelijk tijdschrift op het gebied van de paleontologie. De naam wordt in literatuurverwijzingen meestal afgekort tot Alcheringa Het wordt uitgegeven door Taylor & Francis en verschijnt 4 keer per jaar. Het eerste nummer verscheen in 1975.